# Pontchâteau
Pontchâteau ist eine französische Gemeinde mit 11.249 Einwohnern (Stand 1. Januar 2022) im Département Loire-Atlantique in der Region Pays de la Loire; sie gehört zum Arrondissement Saint-Nazaire und zum Kanton Pontchâteau.

## Geschichte
Im 11. Jahrhundert ermöglichen die Herren von Pont (hier wurde eine Brücke über den Brivet gesichert) den Bau einer Siedlung unweit ihrer Burg. Der Ort hat seit 1862 einen Bahnhof an der Bahnstrecke Savenay–Landerneau.

### Bevölkerungsentwicklung
| Jahr                       | 1962 | 1968 | 1975 | 1982 | 1990 | 1999 | 2009 | 2017   |
| Einwohner                  | 5334 | 5835 | 6394 | 7220 | 7549 | 7773 | 8569 | 10.684 |
| Quellen: Cassini und INSEE |      |      |      |      |      |      |      |        |

## Städtepartnerschaft
- Nassau (Lahn), Deutschland, seit 1975

## Sehenswürdigkeiten
- Le Fuseau de la Madeleine, ein Menhir von 5,65 Metern Höhe
- Roche Branlante de Pimpenelle, 7 Meter hoch

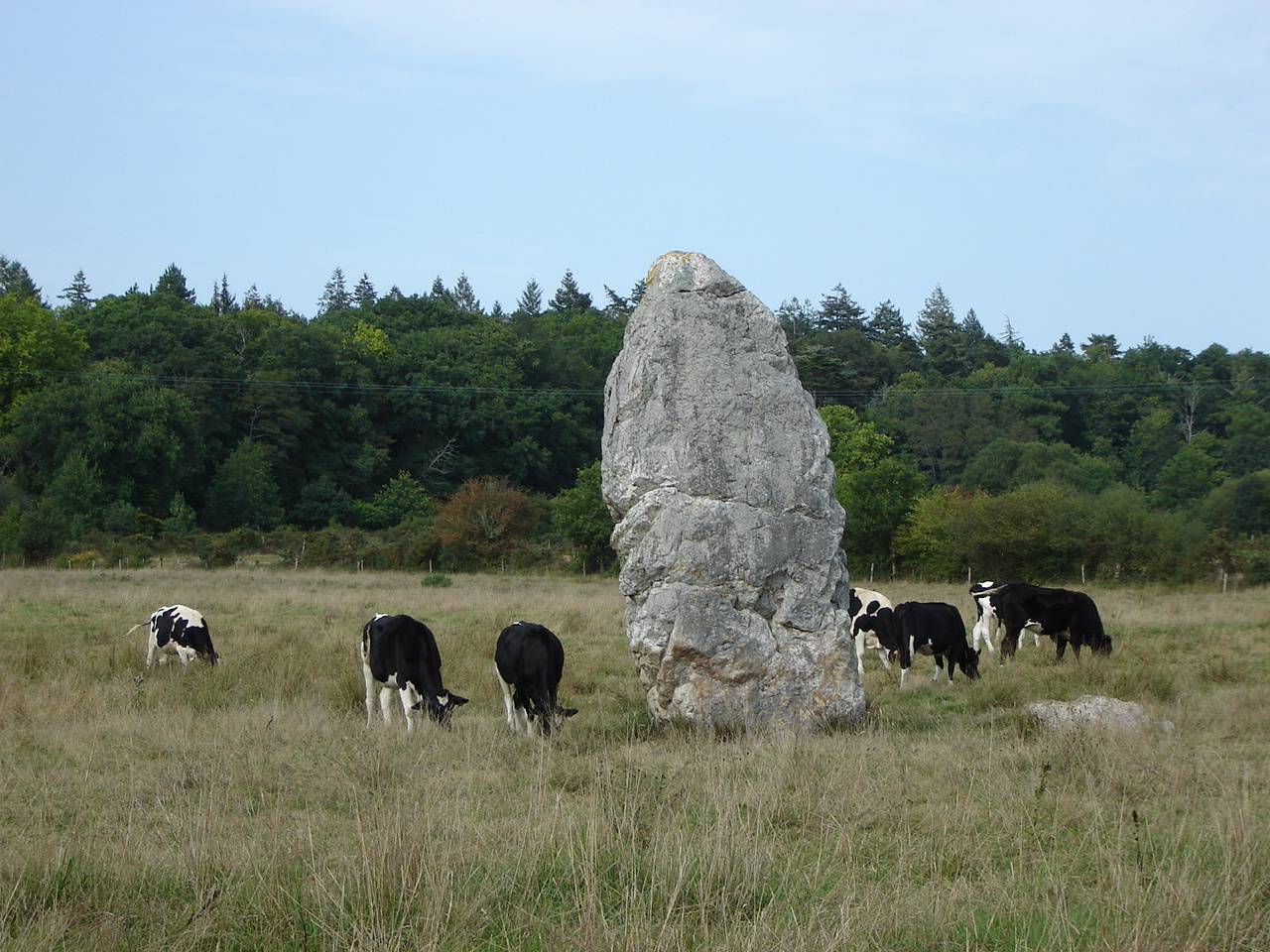
Le Fuseau de la Madeleine

## Sport
1989 und 2004 fanden in Pontchâteau die Weltmeisterschaften im Cyclocross statt, 2005 und 2016 die Europameisterschaften.

## Persönlichkeiten
- Jacques Demy (1931–1990), Filmregisseur, in Pontchâteau geboren